# Esplancnopleura
A esplancnoplenura (ou mesoblasto visceral intra-embrionário) é o fólio interno da porção ventral do mesoderme, saído da clivagem das lâminas laterais do mesoblasto intra-embrionário nos metazoários triblásticos unicamente, por oposição à somatopleura. No Homem, a splanchnopleure põe-se em marcha entre o 23.º e o 28.º dia do desenvolvimento embrionário. É em contacto com a vésicula vitelina secundária. Durante a neurulação, na embriogênese, ocorre, entre outras coisas, a formação da esplancnopleura, que corresponde a união da lâmina mais interna da mesoderme ventral (hipômero) com à endoderme, e é responsável pela formação de vísceras.
A splanchnopleure forma com a endoblaste a parede do tubo digestivo.
É à origem no homem de o:
- Tecido conjuntivo e músculo liso das vísceras
- Diafragma
- Sistema cardiovascular
- Medula óssea (órgão Hematopoiese)
- Órgãos limfoides[3]